# Чолпонбай (Айтматовский район)
Чолпонбай — село в Айтматовском районе Таласской области Кыргызстана. Административный центр Чолпонбайского аильного округа. Код СОАТЕ — 41707 215 840 01 0.

## Население
По данным переписи 2009 года, в селе проживало 4990 человек.

## История
В Средневековье на месте села Чымгент был город Хамукет или Жамукент (Чамкент).

## Известные уроженцы
- Садыкова, Сыйнат Умаровна (1917—1976) — Герой Социалистического Труда.
- Тулебердиев, Чолпонбай (1922—1942) — Герой Советского Союза, в его честь переименован аильный округ.
- Бабанов, Омурбек Токтогулович (род. 1970) — политический деятель.